# Najas hagerupii
Najas hagerupii är en dybladsväxtart som beskrevs av Horn. Najas hagerupii ingår i släktet najasar, och familjen dybladsväxter. IUCN kategoriserar arten globalt som otillräckligt studerad. Inga underarter finns listade.